# رونالد دافيسون
رونالد دافيسون (بالإنجليزية: Ronald Davison)‏ هو قاضي ومحامي نيوزلندي، ولد في 16 نوفمبر 1920 في Kaponga ‏ في نيوزيلندا، وتوفي في 2 يوليو 2015 في أوكلاند في نيوزيلندا.